# ليك بلاسيد ضد أناكوندا (فلم)
ليك بلاسيد vs. اناكوندا (بالإنجليزية: Lake Placid vs. Anaconda) فيلم رعب أمريكي تم إصداره عام 2015.

## ملخص قصة
تمساح عملاق يتقابل مع أناكوندا عملاقة. يجب أن يجد مأمور المدينة طريقة لتدميرهم قبل أن يقتلوا البلدة بأكملها.

## روابط خارجية
- مقالات تستعمل روابط فنية بلا صلة مع ويكي بيانات